# Рожањ (врх)
Рожањ је највиши врх Соколске планине, који се налази на тромеђи општина Осечина, Љубовија и Крупањ, у западној Србији. До врха се најлакше долази из правца варошице Пецке, макадамским путем, преко превоја Прослоп, у дужини од око шеснаест километара.
Рожањ је уједно и највиши врх Рађевине са 973 m н.в. и место где се сусрећу дванаест ваздушних струја и као место познато по жестоким борбама на почетку Првог светског рата. Испод врха у непосредној близини налази се манастир Светог Василија Острошког. У шуми на двеста метара испод манастира се налази извор квалитетне воде за пиће, за коју постоји веровање да је лековита.